# 산매자나무

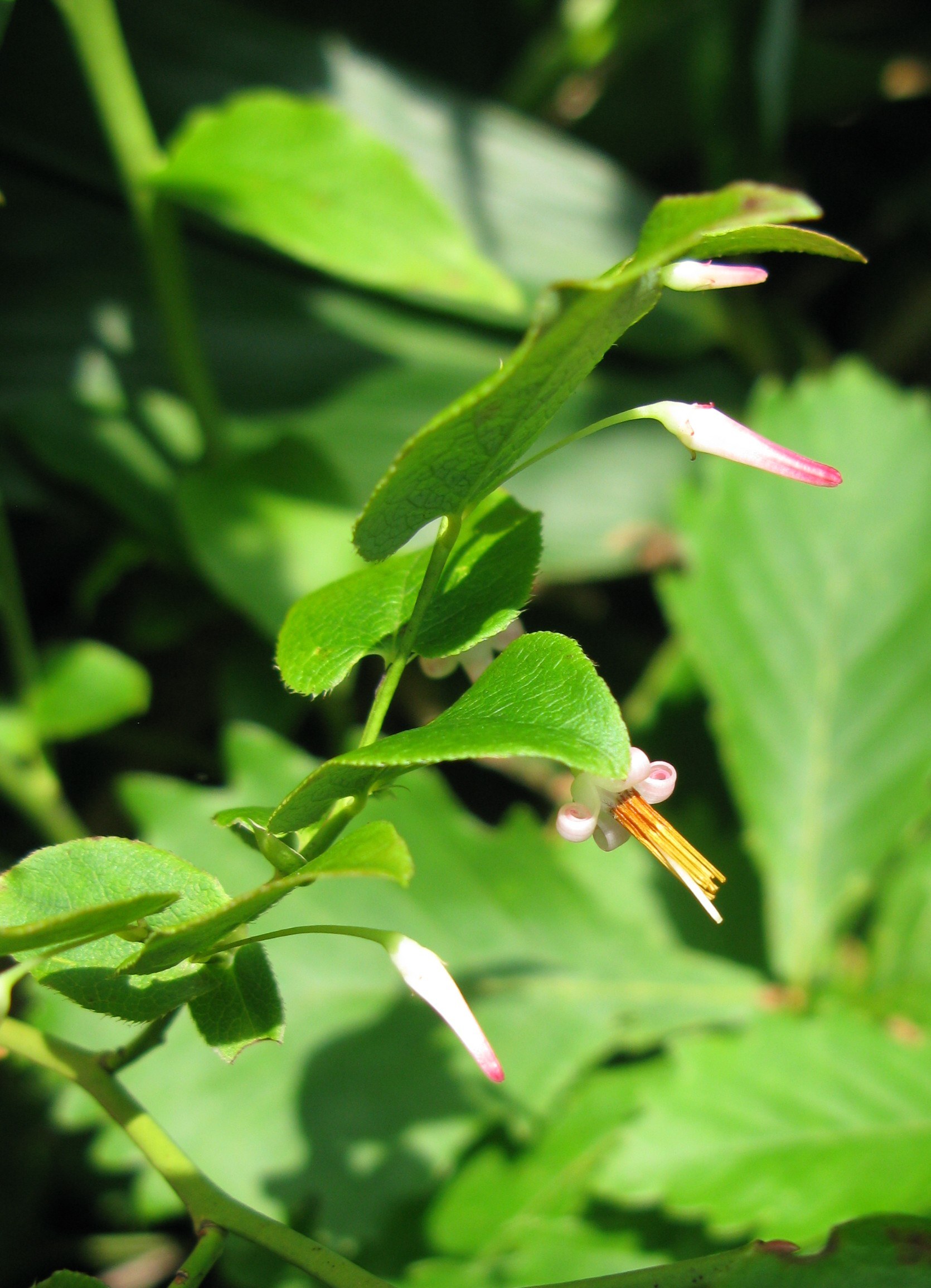

산매자나무(山----, Vaccinium japonicum Miq.)는 제주도 한라산 중턱 이상에서 나는 낙엽소관목으로 높이는 30~60cm이다. 잎은 어긋나나 2줄로 배열, 타원형 또는 난형, 끝이 뾰족하며, 길이 2~6cm, 폭 1~3cm, 뒷면은 흰빛이 돌고, 털이 없으며, 가장자리에 뾰족한 잔 톱니가 있다. 꽃은 잎겨드랑이에 1송이씩 달리고, 꽃자루는 밑으로 처지며, 밑에 선상의 작은 포가 있다. 꽃받침은 4갈래, 피침형, 화관은 홍백색, 4개로 갈라져 뒤로 말린다. 수술은 8개, 꽃밥은 붉은색이다. 열매는 장과로 둥근 모양이며 짙은 붉은색으로 익는다. 열매는 식용·청량 음료수용·술제조용으로 쓰인다.